# ريد بيري
ريد بيري (بالإنجليزية: Red Berry)‏ هو سياسي أمريكي، ولد في 27 فبراير 1899، وتوفي في 24 نوفمبر 1969. انتخب عضو مجلس نواب تكساس وانتخب عضو مجلس ولاية تكساس.